# Župna crkva sv. Leopolda Bogdana Mandića u Zagrebu
Župna crkva sv. Leopolda Bogdana Mandića katolička je crkva sagrađena 2003. godine. Nalazi se u zagrebačkoj četvrti Trešnjevka - Sjever u Voltinom. U prosincu 2007. godine župnu je crkvu blagoslovio zagrebački nadbiskup kardinal Josip Bozanić.

## Povijest
Crkva je građena po projektu arhitektica Željke Ružić i Silvie Lah Kornhauser (godina projekta 1995.-1998.) Urbanistički je kontekst crkve određen gustom urbanom matricom koju na zapadnoj i južnoj strani čine obiteljske kuće, dok se na sjevernoj strani nalaze višestambene zgrade s pejsažnim pojasom. Crkva je prepoznatljiv urbani znak u užemu urbanističkom kontekstu. Pred njom se nalazi trg izrazito jakog privatnoga karaktera, koji je od okoline odvojen ogradom.
Crkva je longitudilanog usmjerenja, a blago izdignuti prezbiterij se nalazi na kraju longitudinalne osi u prostoru koji obilježava apsidalni završetak. U središtu je svetišta smješten oltar. Desno od oltara nalazi se ambon, dok je na lijevoj strani svetohranište. Sedes se nalazi u pozadini oltara. Iznad ulaza u crkvu nalazi se kor. Postaje križnog puta raspoređene su po bočnim zidovima prostora vjernika.

## Galerija
- Pogled na crkvu
- Vitraj iznad ulaza
- Pogled na crkvu iz smjera oltara
- Unutrašnjost crkve, slike iznad oltara
- Unutrašnjost crkve
- Pogled na unutrašnjost crkve s ulaza